# Yago Pikachu
Pour les articles homonymes, voir Pikachu (homonymie).
Glaybson Yago Souza Lisboa dit Yago Pikachu, né le 5 juin 1992 à Belém, est un footballeur brésilien évoluant au poste d'arrière droit ou de milieu de terrain au Fortaleza EC.

## Biographie
Glaybson Yago Souza Lisboa voit le jour à Belém, au Brésil, en juin 1992. Il commence sa formation au club de futsal du Tuna Luso en 2001. Pendant ses années au club, le jeune Yago obtient le surnom de Pikachu, référence au célèbre personnage de la franchise Pokémon, en raison de sa petite taille et de sa vitesse. En 2005, Pikachu rejoint le Paysandu où il termine sa formation.
Pikachu passe professionnel dans son club formateur du Paysandu. Il joue son premier match officiel le 14 janvier 2012, contre le Cametá (en), dans le Campeonato Paraense, avec à la clé une défaite 1-2. Pikachu inscrit son premier but le 25 janvier suivant, face à l'Águia de Marabá FC.
Le 16 décembre 2015, Pikachu signe un contrat de trois ans avec le Vasco da Gama.
Lors de la saison 2018, il inscrit dix buts en première division brésilienne avec Vasco. Il participe lors de cette même saison à la Copa Libertadores et à la Copa Sudamericana (onze matchs, quatre buts). En championnat (Série A), il est l'auteur d'un doublé lors de la réception du Sport Club do Recife en juin 2018.
En mars 2021, Pikachu rejoint le Fortaleza EC, autre club de Série A, pour un an et demi.
Le 18 juillet 2022, Pikachu signe deux ans et demi au club japonais du Shimizu S-Pulse. Il y retrouve l'entraîneur Zé Ricardo (en) qui l'a dirigé au Vasco de Gama et rejoint un effectif comprenant cinq joueurs brésiliens. Pikachu échoit du numéro vingt-sept et découvre à 30 ans son premier club étranger.

## Palmarès
En club
 Paysandu
- Campeonato Paraense
  - Vainqueur en 2013

 Vasco da Gama
- Campeonato Carioca
  - Vainqueur en 2016

 Fortaleza EC
- Campeonato Cearense
- Vainqueur en 2021 et 2022

- Copa do Nordeste
  - Vainqueur en 2022

Individuel
 Vasco da Gama
- Campeonato Carioca
  - Figure dans l'équipe type de l'année en 2018

## Statistiques
| Saison                | Club                  | Championnat           | Championnat | Championnat | Coupe(s) nationale(s) | Coupe(s) nationale(s) | Supercoupe | Supercoupe | Compétition(s) continentale(s) | Compétition(s) continentale(s) | Compétition(s) continentale(s) | Ligue régionale | Ligue régionale | Total | Total |
| Saison                | Club                  | Division              | M.          | B.          | M.                    | B.                    | M.         | B.         | Comp.                          | M.                             | B.                             | M.              | B.              | M.    | B.    |
| 2012                  | Paysandu SC           | Série C               | 20          | 6           | 5                     | 2                     | -          | -          | -                              | -                              | -                              | 15              | 4               | 40    | 12    |
| 2013                  | Paysandu SC           | Série B               | 35          | 9           | 4                     | 0                     | -          | -          | -                              | -                              | -                              | 21              | 6               | 60    | 15    |
| 2014                  | Paysandu SC           | Série C               | 22          | 4           | 12                    | 2                     | -          | -          | -                              | -                              | -                              | 20              | 9               | 54    | 15    |
| 2015                  | Paysandu SC           | Série B               | 35          | 9           | 13                    | 6                     | -          | -          | -                              | -                              | -                              | 11              | 5               | 59    | 20    |
| Sous-total            | Sous-total            | Sous-total            | 112         | 28          | 34                    | 10                    | -          | -          | -                              | -                              | -                              | 67              | 24              | 213   | 62    |
| 2016                  | Vasco da Gama         | Série B               | 27          | 3           | 8                     | 1                     | -          | -          | -                              | -                              | -                              | 11              | 0               | 46    | 4     |
| 2017                  | Vasco da Gama         | Série A               | 27          | 2           | 2                     | 0                     | -          | -          | -                              | -                              | -                              | 11              | 3               | 40    | 5     |
| 2018                  | Vasco da Gama         | Série A               | 35          | 10          | 2                     | 1                     | -          | -          | CL+CS                          | 10+1                           | 4+0                            | 11              | 4               | 59    | 19    |
| 2019                  | Vasco da Gama         | Série A               | 36          | 5           | 6                     | 1                     | -          | -          | -                              | -                              | -                              | 13              | 3               | 55    | 9     |
| 2020                  | Vasco da Gama         | Série A               | 28          | 2           | 6                     | 0                     | -          | -          | CS                             | 5                              | 0                              | 9               | 0               | 48    | 2     |
| Sous-total            | Sous-total            | Sous-total            | 153         | 22          | 24                    | 3                     | -          | -          | -                              | 16                             | 4                              | 55              | 10              | 248   | 39    |
| 2021                  | Fortaleza EC          | Série A               | 34          | 9           | 8                     | 2                     | -          | -          | -                              | -                              | -                              | 8               | 1               | 50    | 12    |
| 2022                  | Fortaleza EC          | Série A               | 14          | 4           | 4                     | 3                     | -          | -          | CL                             | 8                              | 2                              | 18              | 8               | 44    | 17    |
| Sous-total            | Sous-total            | Sous-total            | 48          | 13          | 12                    | 5                     | -          | -          | -                              | 8                              | 2                              | 26              | 9               | 94    | 29    |
| 2022                  | Shimizu S-Pulse       | J. League             | 12          | 0           | -                     | -                     | -          | -          | -                              | -                              | -                              | -               | -               | 12    | 0     |
| 2023                  | Fortaleza EC (prêt)   | Série A               | 5           | 2           | 2                     | 1                     | -          | -          | CL+CS                          | 2+3                            | 0+1                            | 18              | 2               | 30    | 6     |
| Total sur la carrière | Total sur la carrière | Total sur la carrière | 330         | 65          | 72                    | 19                    | -          | -          | -                              | 29                             | 7                              | 166             | 45              | 597   | 136   |